# Dionysius Lardner

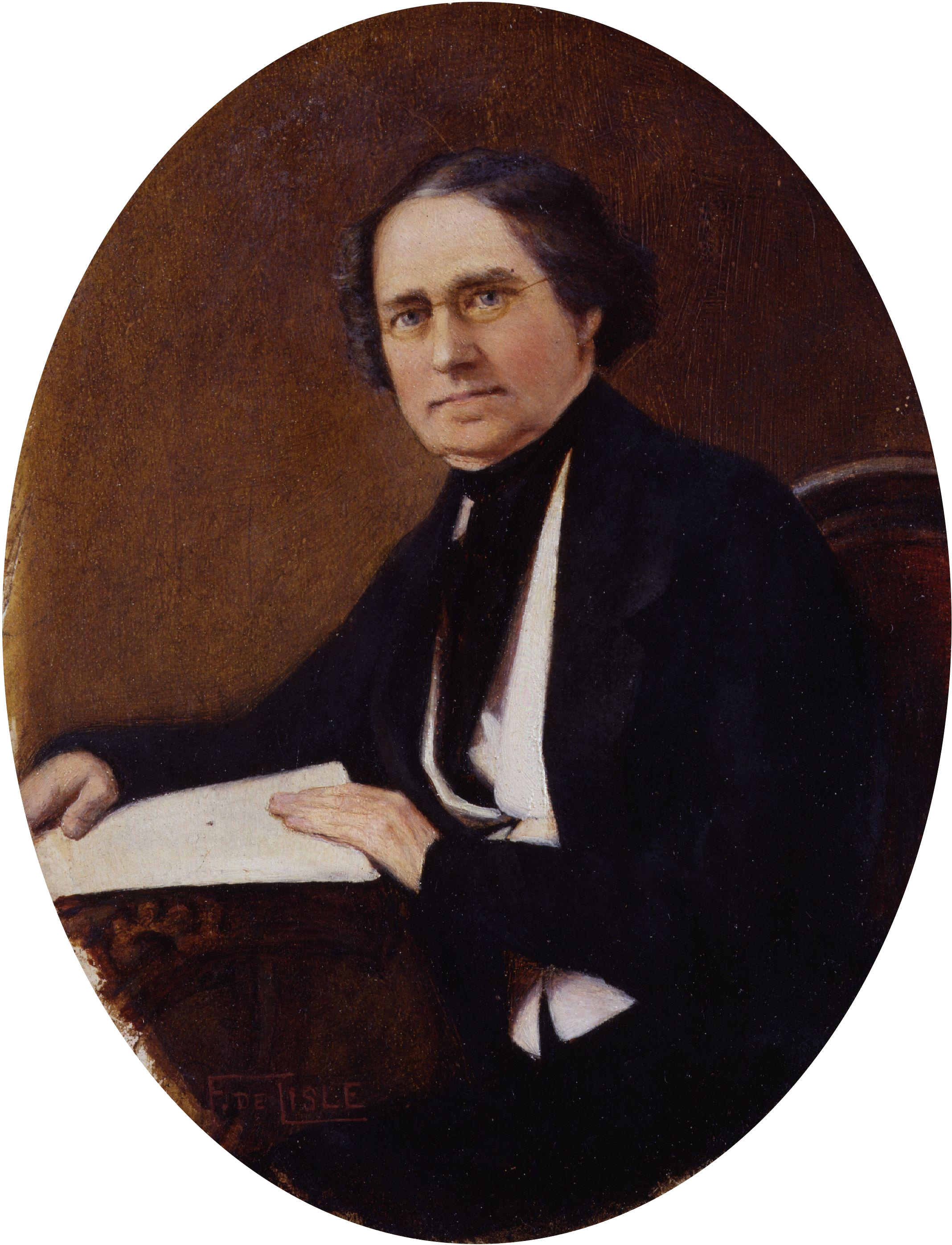
Dionysius Lardner, Edith Fortunée, National Portrait Gallery London

Dionysius Lardner (* 3. April 1793 in Dublin; † 29. April 1859 in Neapel) war ein irischer Physiker, Mathematiker und Enzyklopädist.

## Leben
Dionysius Lardner studierte in Cambridge Naturwissenschaft und Mathematik und wurde 1817 Lehrer der Mathematik am Trinity College in Cambridge. Bekanntheit erlangte er durch die Werke Treatise on algebraical geometry (London 1823) und On the differential and integral calculus (London 1825, 2. Aufl. 1828) sowie insbesondere durch seine Cabinet Cyclopaedia in 133 Bänden (2. Aufl. 1854 ff., 135 Bde.). Lardner selbst schrieb für dieses Werk Artikel über Mechanik, Hydrostatik, Geometrie, Arithmetik und (mit C. V. Walker) Manual of electricity, magnetism and meteorology (2 Bde.). Von 1828 bis 1831 war er Professor der Naturphilosophie und Astronomie am University College London.
Im Jahr 1815 hatte Lardner Cecilia Flood geheiratet, mit der er drei Kinder hatte. Nach fünfjähriger Ehe trennten sie sich 1820, woraufhin Lardner eine Beziehung mit Mary Boursiquot begann, die um 1820 den späteren Schriftsteller und Dramatiker Dion Boucicault zur Welt brachte. Lardner ging dann nach Paris, später in die Vereinigten Staaten, kehrte aber nach Europa zurück und starb am 29. April 1859 in Neapel.
Zeitlebens befand sich Lardner im Konflikt mit dem britischen Ingenieur Isambard Kingdom Brunel. Dieser war bei der Great Western Railway als Chefingenieur beschäftigt und dort unter anderem für den Bau der nötigen Infrastruktur verantwortlich. Besonders die Bohrung des Box Tunnel auf der Great Western Main Line zwischen Bath und Chippenham kritisierte Lardner. Der Tunnel sollte eine Neigung von 10 ‰ aufweisen; Lardner befürchtete, bei einem Ausfall der Zugbremsen am höhergelegenen Ende des Tunnels würde der Zug unkontrolliert den Abhang hinunterrollen und auf eine Geschwindigkeit von 120 mph (etwa 193 km/h) beschleunigen. Brunel widerlegte diese Behauptung, indem er nachwies, dass Lardner weder Reibung noch Luftwiderstand in seine Berechnungen einbezogen hatte.
Auch auf anderen Gebieten widersprachen Lardners Forschungsergebnisse denen Brunels. So lehnte er beispielsweise das Projekt der Atlantikquerung mit dem Raddampfer SS Great Western ab, den Brunel im Jahr 1837 konstruieren ließ. Lardner hatte zwei Jahre zuvor die theoretische Höchstgrenze für Dampfschiffsreisen auf 2500 Meilen (etwa 4000 Kilometer) festgelegt, da er es für unmöglich hielt, genug Kohle für längere Reisen an Bord zu lagern. Brunel war anderer Ansicht; tatsächlich gelang der Great Western 1838 die Querung des Atlantiks in Rekordzeit, wofür sie das Blaue Band erhielt.
Seit 1826 war er Mitglied (Fellow) der Royal Society of Edinburgh.

## Schriften
- Die Dampfmaschine: ein populäres Lehrbuch der Geschichte ihrer Erfindung und Beschreibung ihrer allmählichen Vervollkommnung bis auf den jetzigen Standpunkt; unter steter Anwendung auf technischen Gewerbstrieb, Dampfschiffahrt, Eisenbahnen und Chaussee-Fahrten &c; für Techniker und Freunde der Mechanik. Heilbronn a. Neckar: Claß, ca. 1832 (zahlreiche Auflagen in deutscher Sprache).
- Lehrbuch der Mechanik nebst einem Anhange über Pendel und Wage. Stuttgart, 1836.

### Nachdrucke
- Christian Schmidt: Die Dampfmaschinen. Nachdruck der Übersetzung des Werks von Dionysius Lardner. Carey and Hart, Philadelphia 1836. Salzwasser, 2009 (englisch: The Steam Engines Familiarly Explained and Illustrated, with additions and notes by James Renwick.).